# Bettant
Bettant – miejscowość i gmina we Francji, w regionie Owernia-Rodan-Alpy, w departamencie Ain.

## Demografia
Według danych na styczeń 2012 r. gminę zamieszkiwało 755 osób, a gęstość zaludnienia wynosiła 224 osoby/km².

Populacja Bettant w latach 1962–2008